# Старо градско језгро Неготина
Старо језгро Неготина је назив за историјски део Неготина, који обухвата централни градски трг, стару трговачко-занатску чаршију и мање улице у пречнику од 45 m. Представља културно-историјску целину од великог значаја и окосницу културног и друштвеног развоја Неготина.

## Историјат
Насеље Неготин се први пут помиње у 16. веку, док први записи о чаршији датирају из 18. века. Највећи развој чаршије се везује за период успона трговине и занатства између 1840 –1870. године. Тада чаршију углавном чине приземне куће дуж обе стране улице. Куће су биле изграђене од дрвета, облепљене блатом и у њима се производило и продавало. У то време су се од тврдог материјала градиле само спратне куће.
После 1890. године долази до нестанка преко двадесет заната, али се и јављају се нови занати. Заједно са појавом нових заната јављале су се и пространије радионице и дућани. У чаршији примат преузимају радње са готовом робом, локали везани за банкарске услуге и угоститељство.
Старо језгро је јако важно због своје аутентичности и урбане целовитости. Такође, важну карактеристику чаршије су чиниле историјско-уметнички јединствене грађевине попут:
- Традиционалних балканских кућа - Хајдук Вељкова барутана, Конак кнеза Тодорчета(Кућа са аркадама), комплекс Мокрањчеве куће
- Грађевине настале под утицајем европских стилских праваца током XIX и XX века - Саборна црква Свете Тројице, школа "Вук Караџић", кућа апотекара Петра Бана (утицај сецесије), гимназија (утицај романтизма), зграда Крајинске банке из 1907. године

У градском језгру се данас налазе и споменици посвећени ослободиоцима из ратова 1912–1918. године, као и чесме које су подизане у периоду између 1882. и 1890. године.